# سلافيسا ستويانوفيتش
سلافيسا ستويانوفيتش هو لاعب كرة قدم صربي في مركز الوسط، ولد في 27 يناير 1989 في سميديريفو في صربيا. لعب مع نادي ياغودينا.

## وصلات خارجية
- سلافيسا ستويانوفيتش على موقع قاعدة بيانات كرة القدم.إي يو (الإنجليزية)
- سلافيسا ستويانوفيتش على موقع Soccerway.com (الإنجليزية)